# Juli Guasch i Amiguet
Juli Guasch i Amiguet (Barcelona, 8 de desembre de 1865 - Reus, maig de 1885) va ser un pintor i dibuixant català.
De molt jove es va destacar en el dibuix, que el seu pare, Ricard Guasch, un conegut advocat reusenc, va fomentar. «Dotat del geni que marca com estels els grans artistas, prompte les seves aptituds se desarrollaren sens necessitat de seguir cap escola» diu Ramon Casals i Vernis a Reus Artístich. Als divuit anys va contraure una greu malaltia que no li va impedir anar a Barcelona a estudiar dibuix i pintura durant dos anys a l'Escola de Llotja, on va tenir de professor Lluís Rigalt. Va tornar a Reus i va dedicar el temps que li quedava de vida a sortir a pintar i a dibuixar a l'aire lliure. Va reflectir, amb un to romàntic, paisatges de l'entorn de la ciutat, personatges i escenes de la vida quotidiana. Va pintar algunes marines i temes de les platges de Salou. Una part dels seus dibuixos es van publicar al número 4 de Reus Artístich, dirigit pel seu amic Ramon Casals.